# Battaglia di Costantino contro Massenzio

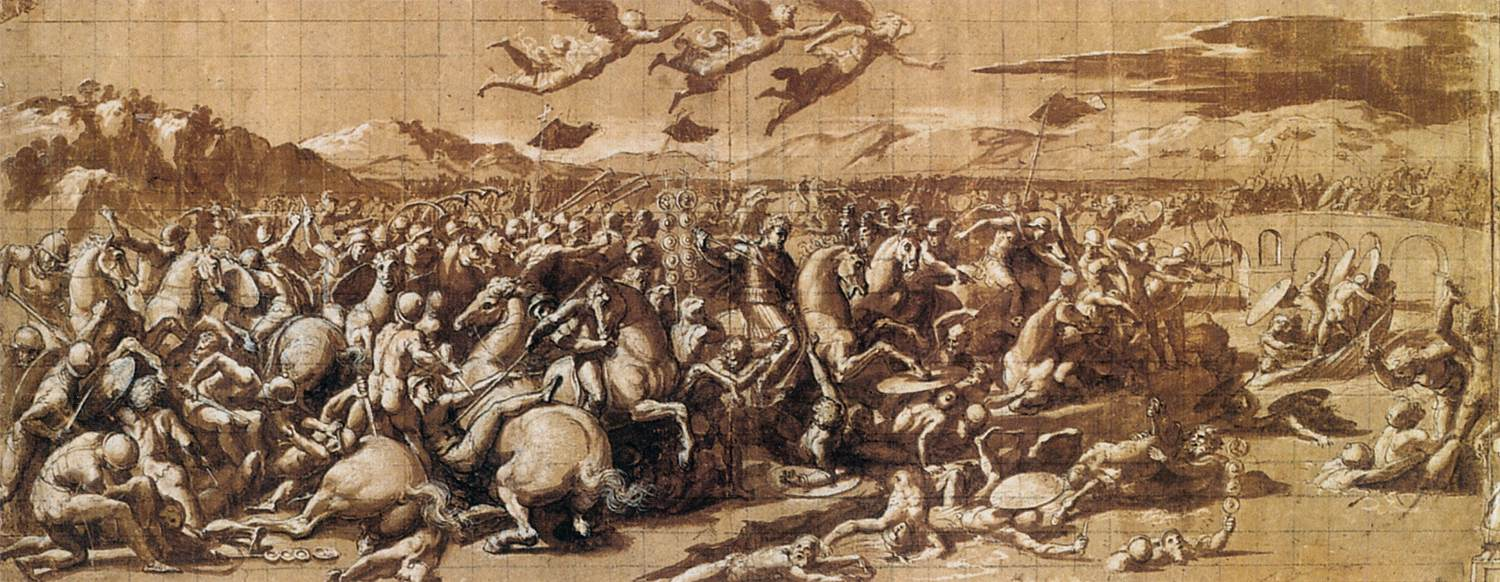
Cartone dell'affresco, Louvre

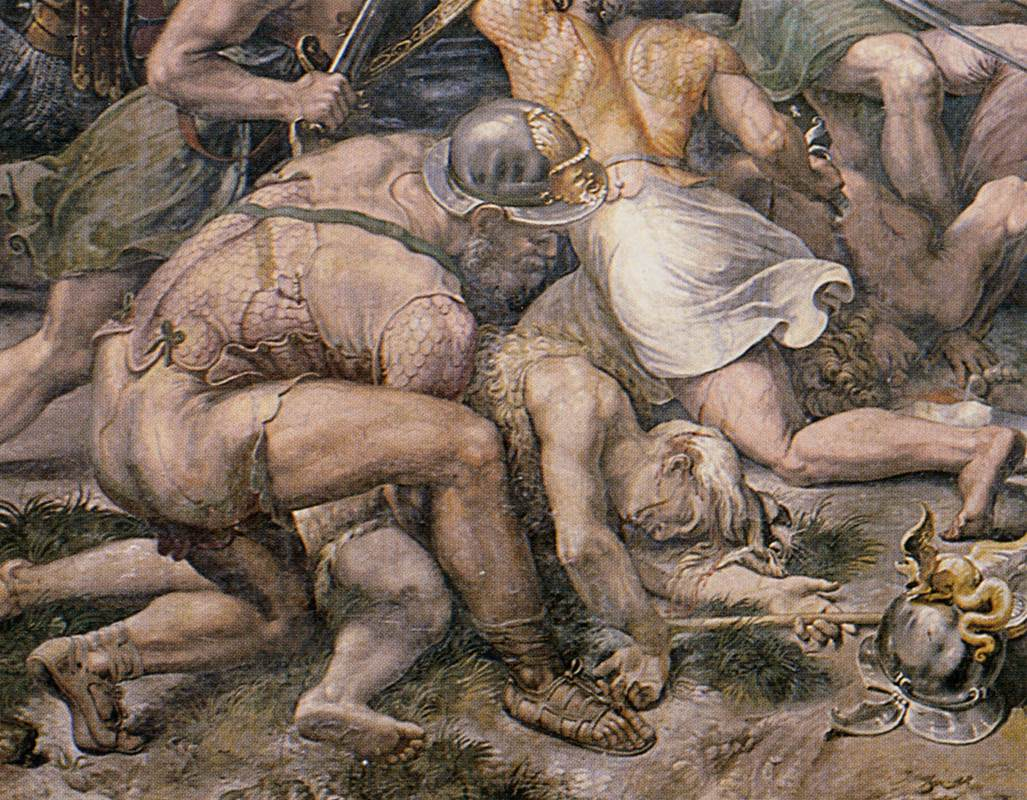
Dettaglio

La Battaglia di Costantino contro Massenzio è un affresco (376x851 cm) della scuola di Raffaello Sanzio, databile al 1520-1524 e situato nella Sala di Costantino, una delle Stanze Vaticane.

## Storia
La decorazione della Sala di Costantino, l'ultima delle Stanze, venne commissionata da Leone X nel 1517. Il Sanzio, preso da mille impegni, fece appena in tempo a disegnare i cartoni e avviare una sorta di arriccio per la prima parete, prima di morire improvvisamente il 6 aprile 1520. L'opera venne allora continuata dai suoi allievi, tra cui spiccavano soprattutto Giulio Romano e Giovan Francesco Penni.
Nel 1524, all'epoca di Clemente VII, la decorazione doveva essere già terminata, quando Giulio Romano partì per Mantova. Sviluppando i temi della Stanza di Eliodoro e di quella dell'Incendio di Borgo, la Sala di Costantino è dedicata alla vittoria del cristianesimo sul paganesimo e all'affermazione e al primato della Chiesa romana, con evidenti richiami alla delicata situazione contemporanea. Durante la Repubblica Romana instaurata dai giacobini e successivamente nel periodo napoleonico, i francesi elaborarono alcuni progetti per staccare gli affreschi delle Stanze Vaticane e condurli a Parigi, al Musée Napoleon, nell'ambito delle spoliazioni napoleoniche. Fortunatamente non se ne fece nulla, grazie alle difficoltà tecniche e agli analoghi tentativi falliti presso la Chiesa di San Luigi dei Francesi a Roma. Vasari assegnò la Battaglia di Costantino contro Massenzio a Giulio Romano, autore anche del cartone oggi al Louvre, che altri assegnano però a Giovan Francesco Penni, ferma restando l'impostazione iniziale di Raffaello.

## Descrizione e stile
Il soggetto del dipinto è la battaglia di Ponte Milvio, quando Costantino sconfisse Massenzio. La convulsa scena di battaglia è ispirata ai rilievi sui sarcofagi romani e su altri monumenti, con l'imperatore che ad esempio è plasmato su quello del fregio traianeo nell'Arco di Costantino.
Al centro incede trionfante Costantino su un cavallo bianco, che macina i nemici sotto gli zoccoli. Gli si parano davanti le truppe avversarie, che si piegano però alla sua inarrestabile avanzata. A destra si vede il ponte Milvio, strapieno di soldati; nel fiume le barche dell'esercito di Massenzio vengono colpite e fatte rovesciare dagli arcieri, mentre altri soldati vi cadono per la spinta della zuffa; tra questi, in basso a sinistra, si trova anche Massenzio a cavallo, riconoscibile per la corona in testa, che è ormai inevitabilmente destinato alla sconfitta. In alto tre apparizioni angeliche confermano l'esito divino della battaglia.
Nello sfondo, in alto a sinistra, un edificio rappresenta probabilmente villa Madama, allora in costruzione secondo i progetti del Sanzio.